# John White Alexander
John White Alexander (Pittsburgh, 7 de octubre de 1856-Nueva York, 31 de mayo de 1915) fue un pintor e ilustrador estadounidense. 

## Biografía
Huérfano de pequeño, entró a trabajar a los doce años en la Pacific and Atlantic Telegraph Co. de Pittsburgh. A los dieciocho años se trasladó a Nueva York, donde se incorporó como ilustrador al Harper's Weekly. En 1877 partió hacia Europa, donde amplió su formación en Múnich, Venecia, Florencia, Dordrecht y París. En 1881 regresó a Nueva York, donde empezó a cosechar éxitos como retratista. Entre 1890 y 1901 vivió en París, donde frecuentó a James McNeill Whistler, Auguste Rodin, Stéphane Mallarmé y Henry James. Destacó especialmente en el retrato femenino.

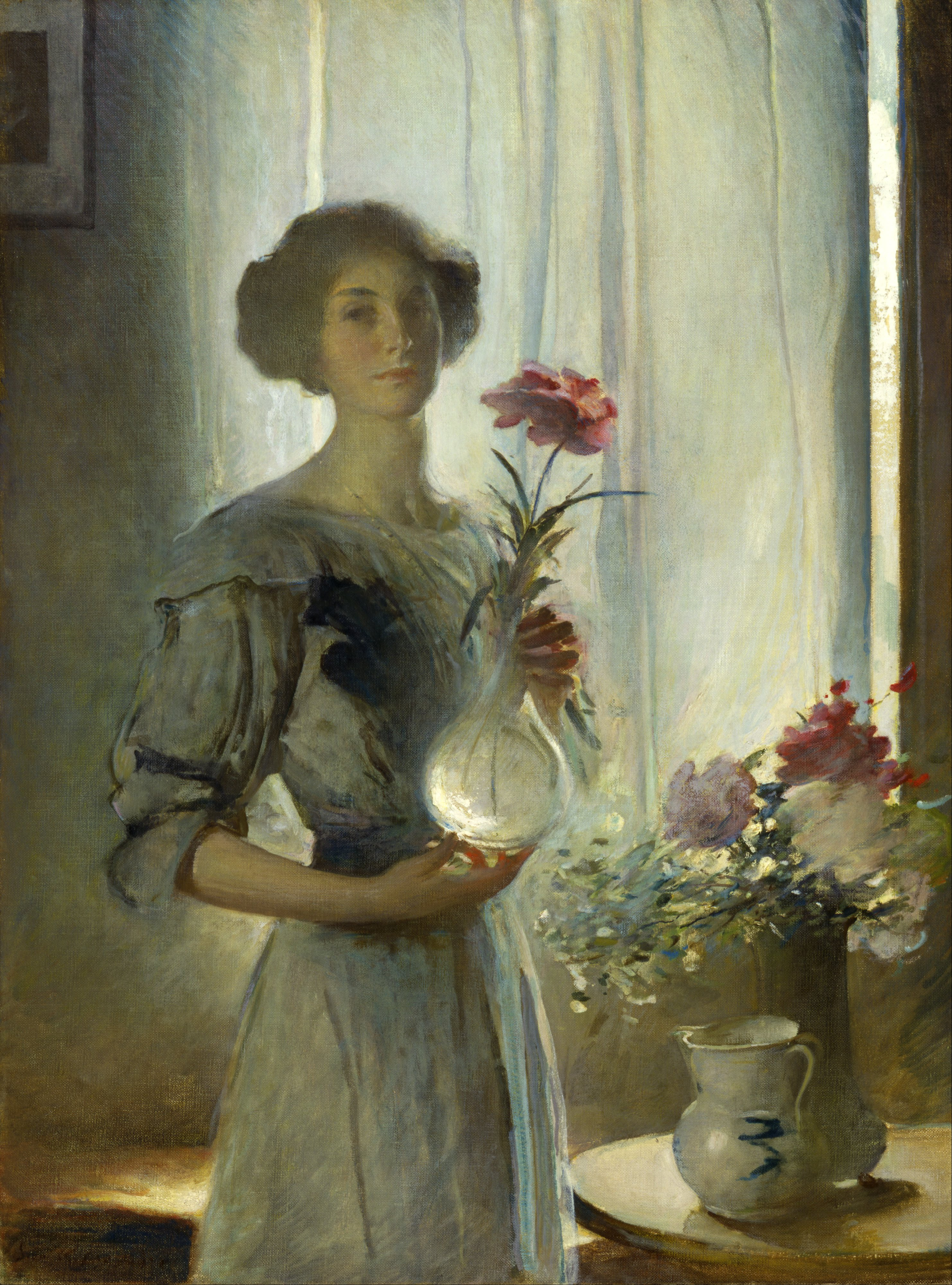
June (1911), Museo Smithsoniano de Arte Americano, Washington D. C.

En 1901 fue nombrado caballero de la Legión de Honor y en 1902 entró como miembro de la National Academy of Design, de la que fue presidente entre 1909 y 1915. Fue también miembro de la American Academy of Arts and Letters y presidente de la National Society of Mural Painters entre 1914 y 1915.